# Альфред фон Шліффен
Альфред фон Шліффен (нім. Alfred von Schlieffen, 28 лютого 1833 — 4 січня 1913) — граф, прусський генерал-фельдмаршал (1 січня 1911 року), начальник німецького Генерального штабу з 1891 по 1905 рік. Став загальновідомим завдяки розробленому ним плану Шліффена по розгрому Третьої французької республіки і Російської імперії.

## Біографія
Альфред був вихідцем з Померанського дворянського роду фон Шліффенів, сином прусського майора Магнуса Граф фон Шліффена (1796—1864) і його дружини Огюсти, вродженої фон Шенберг (1808—1890). Після закінчення гімназії і отримання юридичної освіти, добровільно пішов на військову службу. Перше офіцерське звання отримав в 1854 році. Закінчив Об'єднану військову школу в 1861 році і через два роки отримав призначення в німецький Генеральний штаб.
Під час австро-прусської війни 1866 року був прикомандированим як офіцер Генштабу до штабу кавалерійського корпусу 1-й армії принца Фрідріха Карла Прусського. В складі корпусу йому довелось взяти участь у вирішальній битві при Кеніггреці (3 липня 1866 року). Під час Французько-прусської війни 1870—1871 років Шліффен служив в штабі великого герцога Фрідріха Франца II Мекленбургського і 22 грудня 1870 року за заслуги отримав чин майора. Після закінчення війни командував 1-м гвардійським уланським полком, де доріс до оберста.
З 1884 року — начальник відділу Генерального штабу, де й отримав перший генеральський чин генерал-майора. У 1888 році зайняв посаду обер-квартирмейстера — першого заступника тодішнього начальника генштабу графа Альфреда фон Вельдерзее, якого змінив на цьому високому посту 7 грудня 1891 року. 11 вересня 1903 року Шліффен отримав генерал-полковника, а 1 січня 1906 року подав у відставку, передавши посаду графу Гельмуту фон Мольтке (молодшому).
В своїх творах, на воєнних іграх і маневрах розвивав теорію оточення і знищення супротивника шляхом нищівного удару по його флангах (або одному з них) з подальшим виходом в тил.
Відомий його План Шліффена (складений в 1904 році), план стратегічного розгортання німецької армії і задум ведення операцій на два фронти: проти Третьої французької республіки і Російської імперії. Згідно цього плану німецька армія в майбутній війні повинна була протягом 6-8 тижнів основною частиною військ (до 85 % усіх сухопутних сил) знищити французьку армію, використовуючи територію Люксембургу і південної Бельгії для обходу основних оборонних рубежів французів, охоплення їх з флангу і виходу в тил. При цьому концентрація військ на правому фланзі повинна була забезпечити перевагу над ворогом у співвідношенні 7:1. Відомі слова Шліффена, сказані ним на смертному ложі: «Укріплювати тільки правий фланг». Після захоплення Парижа і розгрому французької армії розвернути всі сили для розгрому Росії.
Шліффен вважав, що само існування будь-якої європейської нації при наявному міжнародному поділі праці засновано на добре налагодженому товарообігу, тому ведення довготривалої війни для Німеччини неможливе. На його думку, на початку століття міжнародна ситуація була надзвичайно сприятлива для розгрому давнього ворога Німеччини — Франції: Англія вже не мала на той час на континенті достатніх сил для ведення війни, Росія була зайнята війною з Японією, а Італія притримувалася політики нейтралітету.
Під час Першої світової війни реалізувати план Шліффена не вдалося через ряд причин: відмову Італії від вступу у війну, неочікуваний опір Бельгії, що дозволив перегрупуватися французьким військам, швидка мобілізація Росії та захоплення Пруссії. Крім цього, наступник Шліффена змінив попередній план, зменшивши ударний кулак німецьких військ на правому фланзі наступу до співвідношення сил як 3:2.
Втім, поразки своїх задумів Шліффен вже не побачив. Перебуваючи у відставці, 1 січня 1911 року він отримав останнє підвищення в чині — звання генерал-фельдмаршала німецької армії, а 4 січня 1913 року помер в Берліні. Його тіло поховано на Інвалідному кладовищі Берліна, при цьому імператор Вільгельм ІІ особисто поклав вінок на його могилу.
Автор плану ведення війни Німеччиною на два фронти проти Франції і Росії фон Шліффен готував армію до блискавичної атаки, розраховуючи здобути перемогу протягом однієї літньої кампанії. Його погляди мали великий вплив на формування воєнної доктрини Німеччини в Першій та Другій світових війнах. При підготовці Другої світової війни Гітлер, впевнений в повному виключенні небезпеки війни на два фронти, скористався розробками Шліффена і основні положення плану (марш через Бельгію) були залишені в силі. Завдяки рішучим діям Манштейна, Гудеріана та інших німецьких воєначальників, використовуючи тактику «бліцкригу» і наступу через Арденни, що вважалися французами малоймовірним напрямком для головного удару, бої привели до швидкого розгрому Франції.